# Леонькина, Марина Владимировна
Мари́на Влади́мировна Лео́нькина (род. 15 июля 1961 года) — артистка балета и педагог, солистка Воронежского театра оперы и балета. Народная артистка России (1998).
В 1979 году окончила Воронежское хореографическое училище, после чего была принята в балетную труппу Воронежского театра оперы и балета. С 2004 года работает в Мексике.

## Репертуар
- принцесса Аврора, «Спящая красавица» П. И. Чайковского
- Маша, «Щелкунчик» П. И. Чайковского
- Одетта — Одиллия, «Лебединое озеро» П. И. Чайковского
- Кончита, «Юнона и Авось» А. Рыбникова
- Сильфида, «Сильфида» Г. фон Левенскольда